# Troy Polamalu
Troy Aumua Polamalu, född 19 april 1981 i Garden Grove, Kalifornien, är en amerikansk utövare av amerikansk fotboll (Safety), som spelar för NFL-klubben Pittsburgh Steelers. Polamalu spelade på collegenivå för Southern California och draftades 2003 av Pittsburgh Steelers. Han debuterade i NFL samma år.
Polamalu är lätt igenkänd på planen på grund av hans långa svarta hår. I en intervju sade han att han senast klippte håret 2000, då en coach sade till honom att han behövde klippa sig.